# Scrittura notarile

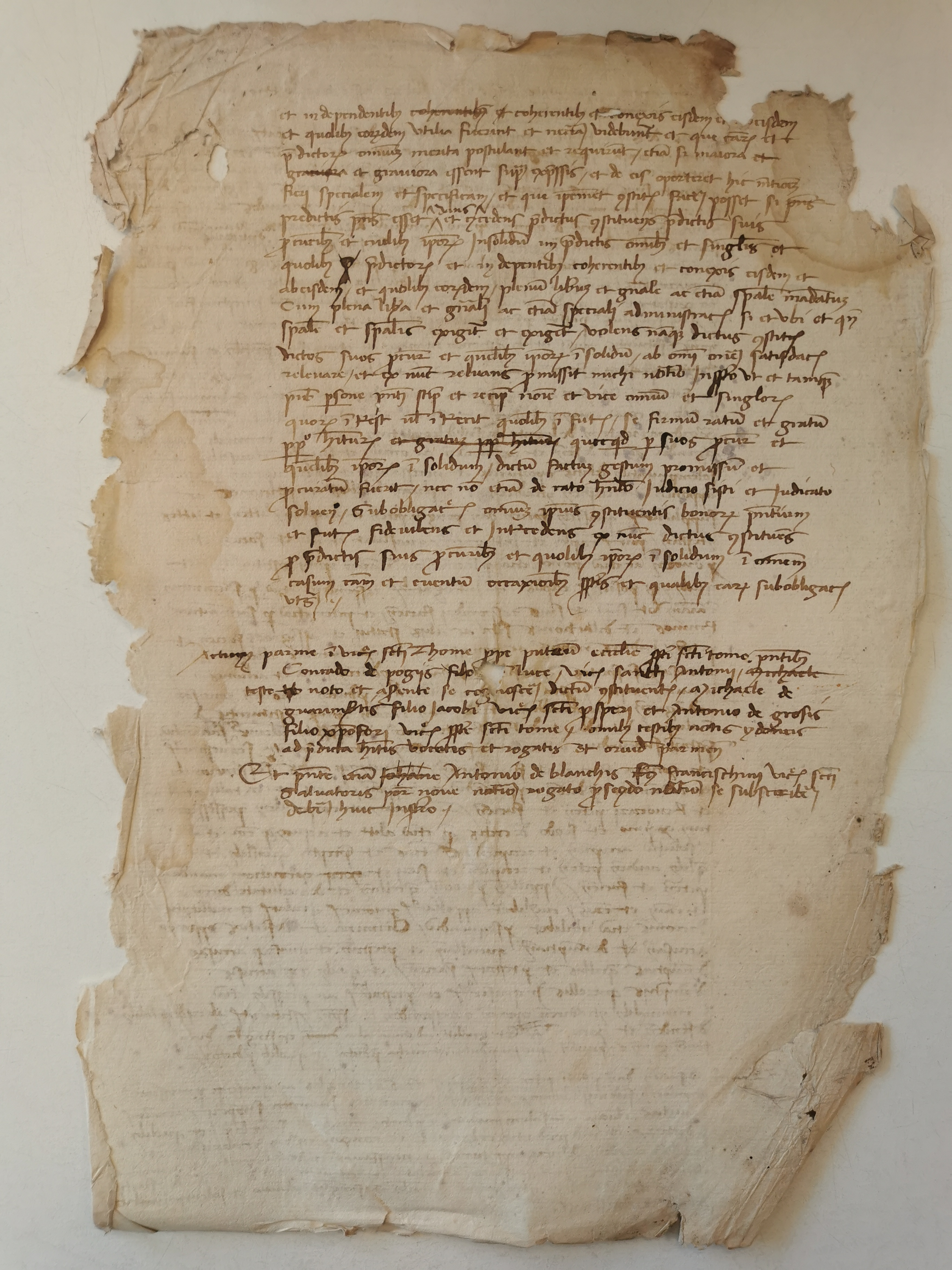
Un esempio di scrittura notarile italiana del XV secolo

La scrittura notarile è un tipo di scrittura utilizzata nei libri notarili e in altri atti all'incirca da XIII secolo, fino a tutto l'avvento della scrittura meccanizzata. 
Ricca di abbreviazioni e caratteri personalizzati (analogamente alla stenografia), era di lettura particolarmente difficile per gli estranei del mestiere (e ancora oggi decifrabile solo dagli studiosi e dai paleografi): ciò rappresentava un vantaggio per la categoria professionale dei notai (spesso radunati nelle varie città in gilde e corporazioni) perché garantiva in un certo senso l'autencità di un atto e faceva sì che un notaio professionista fosse sempre necessario non solo per redigere un atto, ma anche per leggerlo e interpretarlo.